# Lazy Acres (Colorado)
Lazy Acres es un lugar designado por el censo ubicado en el condado de Boulder en el estado estadounidense de Colorado. En el Censo de 2010 tenía una población de 920 habitantes y una densidad poblacional de 67,14 personas por km².

## Geografía
Lazy Acres se encuentra ubicado en las coordenadas 40°5′8″N 105°20′5″O / 40.08556, -105.33472. Según la Oficina del Censo de los Estados Unidos, Lazy Acres tiene una superficie total de 13.7 km², de la cual 13.7 km² corresponden a tierra firme y (0.04%) 0.01 km² es agua.

## Demografía
Según el censo de 2010, había 920 personas residiendo en Lazy Acres. La densidad de población era de 67,14 hab./km². De los 920 habitantes, Lazy Acres estaba compuesto por el 96.52% blancos, el 0.33% eran afroamericanos, el 0.22% eran amerindios, el 1.2% eran asiáticos, el 0% eran isleños del Pacífico, el 0% eran de otras razas y el 1.74% pertenecían a dos o más razas. Del total de la población el 1.41% eran hispanos o latinos de cualquier raza.